# Legione caraibica
La Legione caraibica era un'organizzazione composta da un gruppo di politici latino-americani che si unirono al fine di deporre le dittature di Costa Rica, Repubblica Dominicana, Nicaragua e Venezuela. In una sua analisi del 1949, la CIA definì la Legione caraibica una "forza di destabilizzazione".

## Membri
Fra i membri della Legione caraibica si annoverano Fidel Castro, Rolando Masferrer e  José Figueres.